# لوس ديل ريو

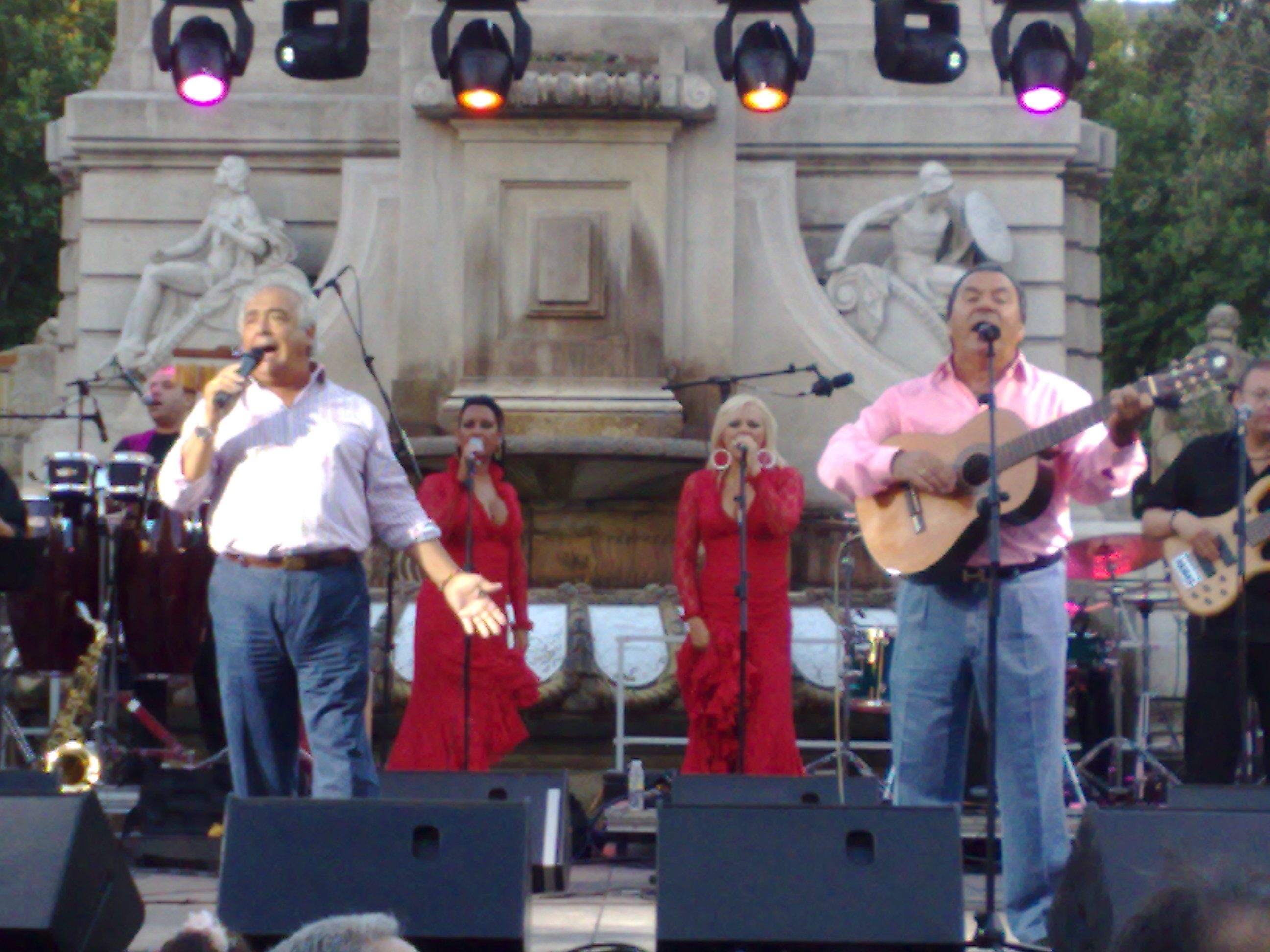
لوس ديل ريو

لوس ديل ريو (بالإسبانية: Los del Río)‏ وهي فرقة غناء إسبانية قديمة تشكلت في سنة 1962 في مدينة إشبيلية بإسبانيا تشتهر هذه الفرقة بأغنية ماكارينا Macarina وألتي أنتجوها في سنة 1994.

## روابط خارجية
- لوس ديل ريو على موقع ميوزك برينز (الإنجليزية)
- لوس ديل ريو على موقع أول ميوزيك (الإنجليزية)
- لوس ديل ريو على موقع ديسكوغز (الإنجليزية)